# Simulateur de vol spatial (jeu vidéo)
Cet article concerne les jeux vidéo. Pour les simulateurs de l'industrie aérospatiale, voir Simulateur de vol spatial.
 (juin 2022).
Si vous disposez d'ouvrages ou d'articles de référence ou si vous connaissez des sites web de qualité traitant du thème abordé ici, merci de compléter l'article en donnant les références utiles à sa vérifiabilité et en les liant à la section « Notes et références ».

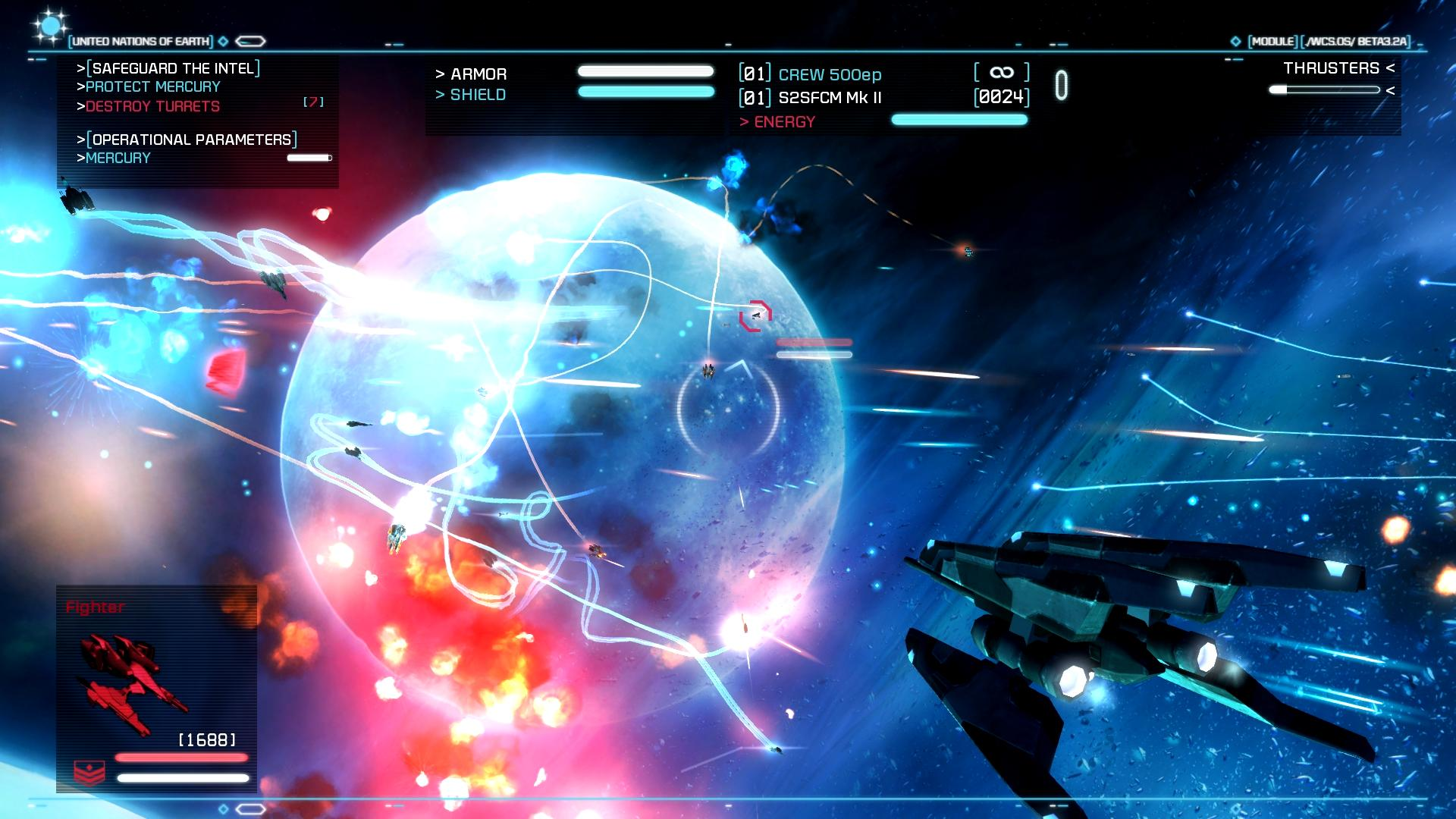
Capture d'écran du jeu vidéo Strike Suit Zero.

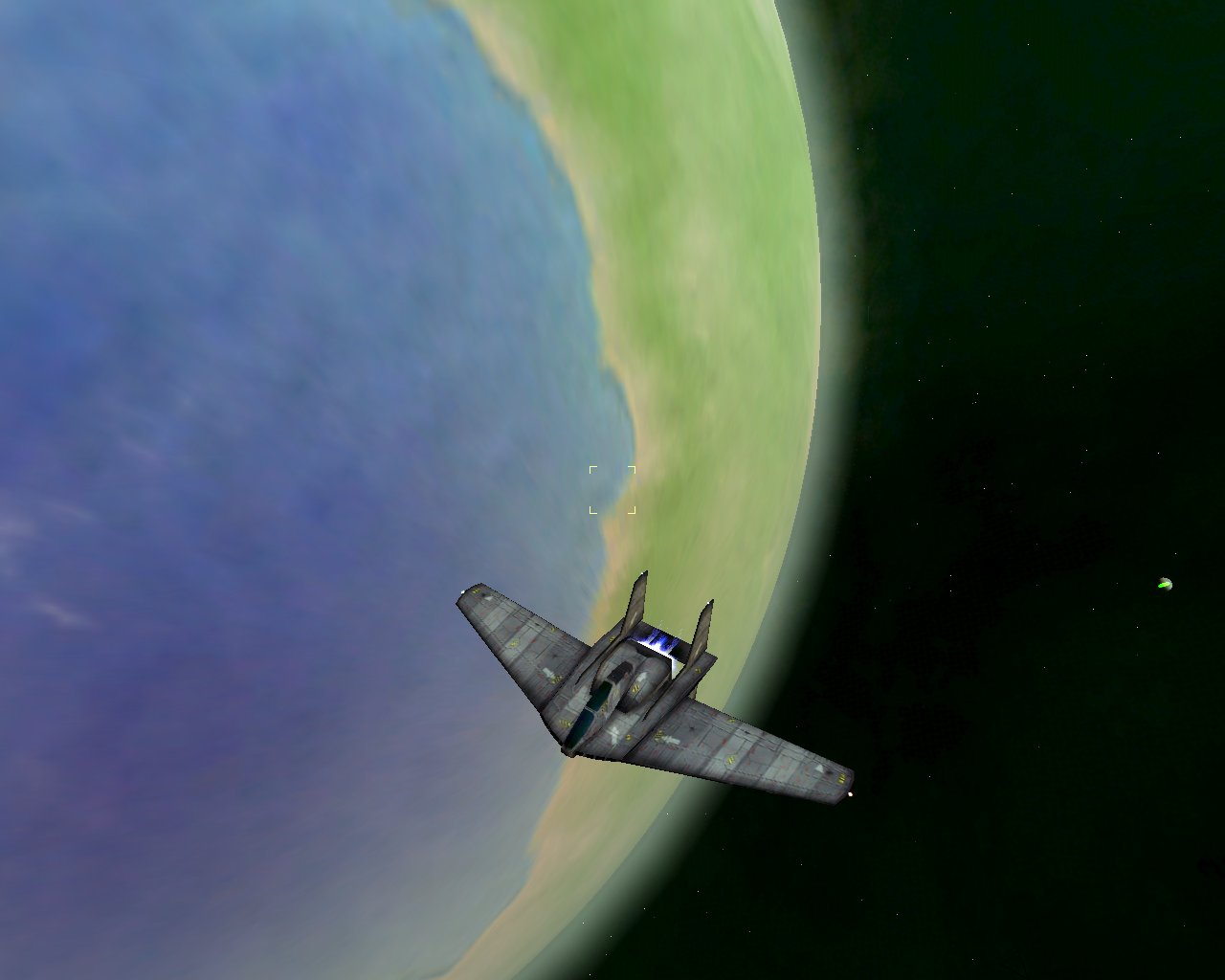
Simulateur de vol spatial open source Vega Strike.

Un simulateur de vol spatial est un genre de jeu vidéo apparenté aux simulateurs de vol et qui permet aux joueurs une expérience des vols spatiaux.

## Description
Par leur complexité et le fait qu'ils s'adressent à un groupe très limité d'utilisateurs, les simulateurs de vol spatial sont moins répandus que les simulateurs de vol et ont eu une présence limitée sur le marché du logiciel à usage familial. Néanmoins, au cours des années 2000-2020, certains produits (commerciaux et libres) ont suscité un certain intérêt auprès d'une communauté de joueurs.
Il y a une interdépendance considérable entre le vol spatial et le genre de la simulation de vol, car quelques simulateurs de vol proposent des extensions permettant d'utiliser des vaisseaux spatiaux (par exemple X-Plane) et d'autre part certains simulateurs de vol spatial comportent un moteur réaliste pouvant être utilisés pour une simulation de vol (par exemple Orbiter). D'ailleurs, les forum Internet de la simulation aérienne (par exemple Alsim) ont leur groupe de fervents utilisateurs des simulateurs de vol spatial.

## Typologie
Trois groupes principaux de simulateurs de vol spatial peuvent être identifiés.

### Prolongement d'un simulateur de vol à usage universel
Le prolongement d'un simulateur de vol à usage universel est une tentative de simuler la physique nécessaire pour les vaisseaux spatiaux à l'aide du même moteur physique (éventuellement légèrement modifié) utilisé pour la simulation classique de vol. Ces prolongements sont habituellement limités aux missions suborbitales ou d'orbite basse. Par exemple, une extension « vaisseau spatial » est disponible pour X-Plane, comprenant les navettes spatiales, Ares et Saturn V, ainsi que Endeavour dans la version 10.

### Simulateurs spécialisés
Les simulateurs spécialisés sont des dispositifs restreints à une simulation limitée, une manœuvre particulière du vaisseau spatial, ou une phase particulière de la mission spatiale. Ils excellent dans le réalisme (complexité et opérations des systèmes du vaisseau spatial, effets visuels et manipulation générale de la simulation), mais sont habituellement limités à un groupe de vaisseaux spatiaux ou aux limites particulières de la simulation (en d'autres termes, si cela n'est pas prévu, il n'est pas possible de piloter une navette spatiale jusqu'à la Lune, même s'il y a suffisamment de carburant). C'est le cas de Shuttle: the Space Flight Simulator, Eagle Lander 3D, Space Shuttle Simulator.

### Simulateurs de vol spatial à usage universel
Les simulateurs de vol spatial à usage universel sont des dispositifs qui fournissent un moteur physique à usage universel. Ils peuvent être utilisés pour un ensemble plus vaste de vaisseaux spatiaux et de missions. Ce sont habituellement les plus complets et les plus complexes, mais ils peuvent manquer de précision ou de certains effets visuels particuliers. Microsoft Space Simulator, Kerbal Space Program et Orbiter font partie de cette catégorie.